# Una prova per non morire
Una prova per non morire (Pilot nella versione originale, ma conosciuto anche come Everybody Lies, traducibile come Tutti mentono) è il primo episodio della serie televisiva statunitense Dr. House - Medical Division (dall'originale House, M.D.). L'episodio venne lanciato in prima assoluta sul canale televisivo statunitense Fox il 16 novembre 2004, e successivamente, doppiato in italiano, il 1º luglio 2005 sul canale televisivo italiano Italia 1. Esso presenta il personaggio del dottor Gregory House (interpretato da Hugh Laurie), un dottore asociale ed individualista; e la sua squadra di diagnosti al fittizio ospedale Princeton-Plainsboro Teaching Hospital nel New Jersey. L'episodio si focalizza sul tentativo del dottor House di diagnosticare una maestra d'asilo dopo che questa sviene in classe.
Dr. House - Medical Division è stato creato da David Shore, che ebbe l'idea per l'intrattabile protagonista durante una visita medica. Inizialmente, il produttore Bryan Singer voleva uno statunitense per impersonare House, ma l'audizione dell'attore inglese Hugh Laurie lo convinse che l'attore straniero avrebbe interpretato il ruolo alla perfezione. Shore descrive House come un personaggio in parallelo a Sherlock Holmes: entrambi fanno uso di droghe, sono indifferenti e piuttosto solitari. I produttori della serie volevano che House avesse un qualche handicap, e diedero al personaggio una gamba danneggiata a seguito di una diagnosi scorretta.
L'episodio ha generalmente ricevuto critiche positive; il personaggio di House è stato considerato come un aspetto originale e singolare dell'episodio e della serie in generale, sebbene critici come il medico Sherwin Nuland, sul periodico Slate, hanno ritenuto che un personaggio così perfido non sarebbe tollerato nella vita reale. Altre accuse furono quelle di avere stereotipati personaggi secondari e una premessa implausibile. La prima trasmissione di Una prova per non morire fu guardata approssimativamente da sette milioni di telespettatori negli Stati Uniti, e circa due milioni e mezzo in Italia, rendendo Dr. House - Medical Division il sessantaduesimo spettacolo più guardato della settimana.

## Trama
Poco dopo l'inizio della lezione, la maestra d'asilo Rebecca Adler (Robin Tunney) diventa disfasica e sviene a terra. Il dottor James Wilson (Robert Sean Leonard) cerca di convincere il misantropo Gregory House a curare Adler, ma House lo respinge, ritenendo il caso noioso. Quando Wilson afferma che la paziente è sua cugina, House accetta di prendere il caso. L'amministratrice dell'ospedale, la dottoressa Lisa Cuddy (Lisa Edelstein), si avvicina ad House nell'ascensore e tenta di persuaderlo ad adempiere i suoi doveri di servizio nella clinica ospedaliera, un lavoro che House detesta a causa della banalità dei casi affidatigli. House rifiuta, reclamando che Cuddy non può licenziarlo a causa del suo ruolo medico, e se ne va frettolosamente. Quando la squadra di House cerca di eseguire una risonanza magnetica su Adler, si scopre che l'autorizzazione di House è stata revocata; Cuddy concede ad House l'autorizzazione per le diagnosi in cambio della sua richiesta presenza in clinica.
Durante la risonanza magnetica, la gola di Adler si chiude, costringendo due membri della squadra di House, il dottor Robert Chase (Jesse Spencer) e la dottoressa Allison Cameron (Jennifer Morrison), ad eseguire una tracheotomia. Lavorando nella clinica dell'ospedale, House cura un bambino di dieci anni, la cui madre gli permette di usare il suo inalatore per l'asma solo saltuariamente con la scusa di non essere convinta dell'utilità del dare steroidi ad un bambino. House rimprovera la madre per aver preso una così drastica decisione medica senza conoscere i rischi dell'asma. Durante il suo monologo, House ha un'intuizione e se ne va velocemente per andare a curare Adler; egli le diagnostica una vasculite cerebrale, senza tuttavia averne alcuna prova. Adler temporaneamente migliora molto grazie al trattamento con steroidi.
Su insistenza di House, il dottor Eric Foreman (Omar Epps), terzo membro della squadra di House, e Cameron irrompono nell'abitazione di Adler per trovare un qualche indizio che possa spiegare la ragione delle crisi sintomatiche, della disfasia e della costrizione delle vie respiratorie di Adler. Trovano un pacchetto aperto di fette di prosciutto (che non è casher) nella cucina di Adler, che induce Foreman a rivelare che il dottor Wilson aveva mentito ad House per convincerlo a curare (Wilson è ebreo). House ignora la bugia e conclude che Adler è affetta da neurocisticercosi dopo aver mangiato del maiale poco cotto; la Taenia solium al suo interno si è riprodotta, e le sue larve sono state assorbite nel flusso sanguigno, per poi infestare il suo cervello. Adler, volendo morire con dignità, rifiuta di accettare altri trattamenti a meno che non abbia la prova che la diagnosi è corretta, ma House cerca di convincerla diversamente. Durante la conversazione, Adler chiede la causa del suo zoppicamento alla gamba destra. House rivela di aver avuto un infarto nei suoi muscoli femorali che ha portato alla morte del muscolo, che avrebbe potuto evitare se il suo medico avesse fatto una diagnosi corretta. House continua, sostenendo che la morte è sempre orrenda e che non si può morire con dignità, ma Adler continua a rifiutare il trattamento. House è pronto ad archiviare il caso quando Chase suggerisce un'idea per una dimostrazione non invasiva dell'infezione da tenia di Adler; facendo una radiografia della sua gamba, House dimostra che Adler è infestata dalle tenie e che le sue condizioni sono curabili. Dopo aver visto la prova, Adler accetta felicemente di prendere i medicinali per uccidere i parassiti.

## Produzione

### Concezione e creazione
L'ideatore della serie David Shore ha tratto l'ispirazione di Dr. House - Medical Division da un suo antefatto come paziente di un ospedale universitario. Shore ricorda che «io sapevo che, non appena avessi lasciato la stanza, essi mi avrebbero inesorabilmente deriso [per la mia ignoranza] e pensai che sarebbe stato interessante vedere un personaggio che lo facesse in realtà prima che lasciassero la stanza.» Nel 2004, Shore ed i produttori esecutivi Katie Jacobs e Paul Attanasio promossero Dr. House - Medical Division all'emittente televisiva FOX come un giallo medico, un ospedale dove i medici sarebbero stati i "detective" alla ricerca della fonte dei sintomi, «con i germi e malattie come indagati e colpevoli». Dopo che lo spettacolo fu accettato, fu elaborata l'idea del personaggio di Gregory House. Shore scrisse l'episodio pilota con in mente il ricordo della sopracitata visita dal dottore. Quando Shore ebbe dei dolori all'anca dovette aspettare due settimane per avere un appuntamento dal dottore e per allora il dolore era scomparso. Shore ha affermato che, essendo andato comunque alla visita, i dottori furono tuttavia "incredibilmente gentili" nonostante l'inutile incomodo. Shore ha poi dichiarato che, quando scrisse l'episodio pilota, si innamorò del personaggio che, come dottore, avrebbe veramente detto in faccia al paziente ciò che pensa di lui, magari chiedendo «Perché mi stai facendo perdere tempo?».
Un aspetto centrale nella premessa dello spettacolo era che il personaggio principale avrebbe dovuto avere un qualche handicap. Inizialmente, House doveva essere costretto su una sedia a rotelle, ma la FOX scartò questa interpretazione (scelta per la quale la squadra fu in seguito grata). La sedia a rotelle divenne una cicatrice sul volto di House, che più tardi mutò in una gamba guasta che necessitava l'uso di un bastone. Il copione originale richiedeva che House avesse 34 anni, tuttavia, Shore ha successivamente spiegato che non voleva che il personaggio fosse così giovane.
L'episodio stato scritto dall'ideatore della serie David Shore, ed è stato girato in Canada; gli episodi successivi sarebbero stati girati negli studi in California. Shore ha affermato che gli scritti di Berton Roueché, uno scrittore medico redazionale del periodico statunitense The New Yorker che registrava misteriosi ed affascinanti casi medici, ha ispirato la trama di Una prova per non morire e altri primi episodi.

### Cast

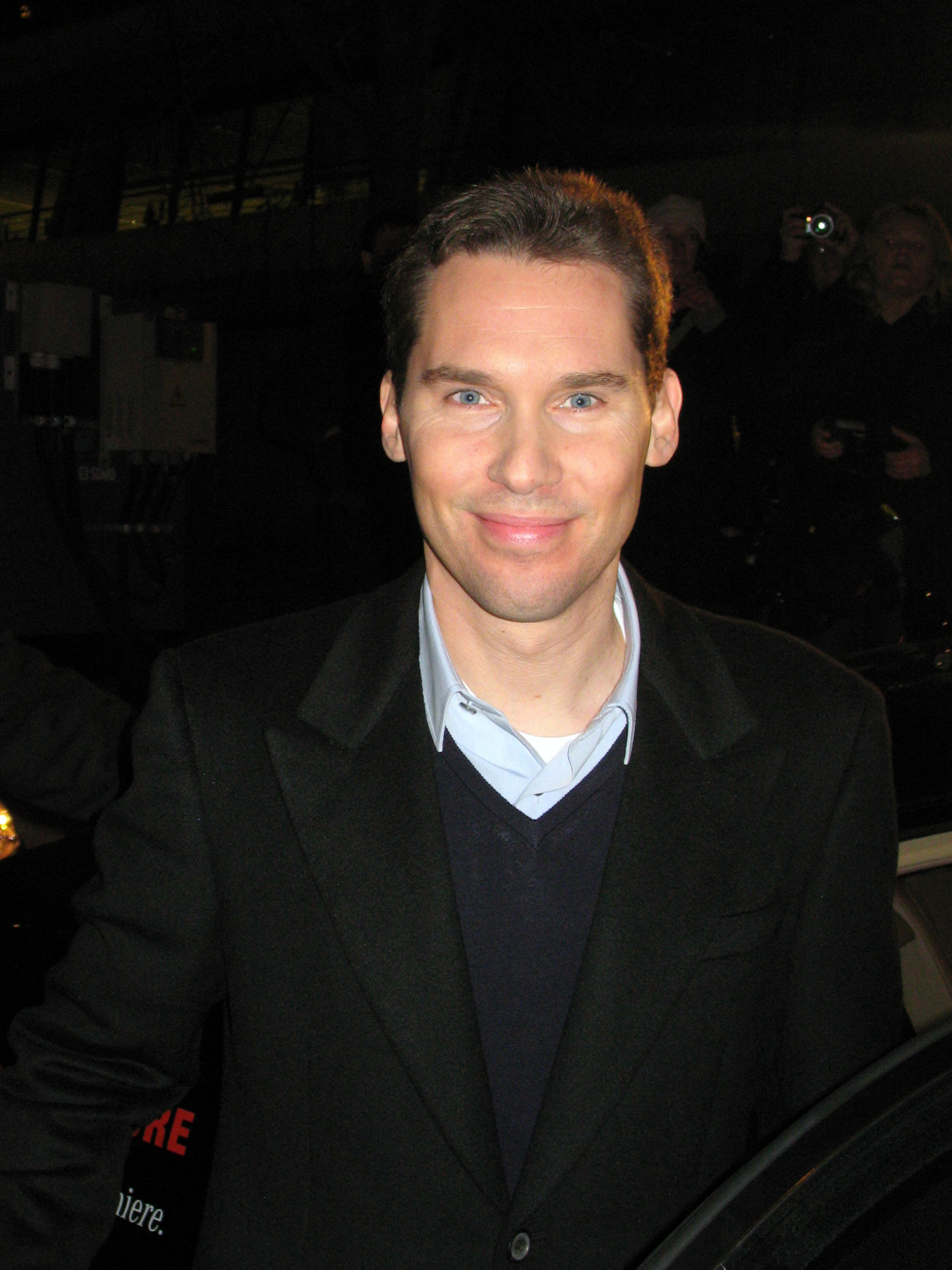
Il produttore Bryan Singer inizialmente pensò che l'attore Hugh Laurie fosse americano.

Il produttore Bryan Singer inizialmente chiese che un attore statunitense interpretasse il ruolo di Gregory House; secondo Singer, più assisteva ad audizioni di attori stranieri per la parte, più si convinceva che ciò di cui avevano bisogno fosse uno statunitense. Al momento della sessione per selezionare il cast, l'attore Hugh Laurie stava girando il film Il volo della fenice. Dopo aver ricevuto solo una scena, composta da due pagine, Laurie registrò da solo su una videocassetta un nastro di audizione nel bagno di un hotel in Namibia, l'unico luogo con abbastanza luce, e si scusò per il suo aspetto (che Singer paragonò ad un "video di bin Laden"). Laurie improvvisò usando un ombrello come bastone. Singer fu colpito dalla recitazione di Laurie e commentò di come l'"attore americano" fosse capace di cogliere ottimamente il personaggio, senza rendersi conto che Laurie fosse in realtà britannico.
Laurie ha dichiarato in un'intervista che era inizialmente convinto che la serie televisiva riguardasse il dottor James Wilson, con il dottor House come l'"amico del cuore", poiché il copione si riferiva a Wilson come un dottore con un aspetto "da ragazzo". Laurie non si rese conto che House fosse il protagonista fino a quando non lesse l'intero copione. Secondo Shore, «è facile fare un personaggio stronzo ed antipatico. Ciò che è complicato è di renderlo guardabile. E Hugh è arrivato, e ha riportato tutto ciò che c'era nella parte, la scortesia, gli aspetti non politicamente corretti. E così lo si vuole guardare ancora, si vuole trascorrere altro tempo con lui.»
Nell'episodio pilota compaiono analogie tra Gregory House e il famoso detective letterario Sherlock Holmes creato dallo scrittore britannico Sir Arthur Conan Doyle; Shore ha spiegato di essere sempre stato un appassionato di Sherlock Holmes, e di trovare unica la caratteristica indifferenza del personaggio verso i propri clienti. House e Holmes hanno solo un vero amico (il dottor Wilson e il dottor Watson, rispettivamente) che collega il protagonista intellettuale alle faccende umane. Entrambi giungono a rapide conclusioni dopo il più breve esame del cliente o del paziente, ed entrambi fanno uso di droghe (la cocaina per Holmes, il Vicodin per House). Il principale paziente dell'episodio pilota si chiama Rebecca Adler, riferimento ad Irene Adler, un personaggio femminile del canone sherlockiano.
Robert Sean Leonard (James Wilson) lesse il copione dell'episodio pilota di Numb3rs e aveva l'intenzione di fare il provino per la parte, ma era anche attirato dall'audizione per Dr. House - Medical Division perché gradiva il ruolo della "persona su cui [il protagonista] conta", così come le somiglianze con Sherlock Holmes. Leonard ha affermato che non pensava di fare una buona audizione, ma che la sua lunga amicizia con Singer lo avrebbe aiutato ad ottenere il ruolo. Quando gli è stato chiesto in un'intervista il motivo per cui il suo personaggio abbia mai stretto un'amicizia con House, Leonard ha risposto:
(Robert Sean Leonard, intervista a BuddyTV)
L'agente dell'attore australiano Jesse Spencer gli suggerì l'audizione per il ruolo di Chase, ma quest'ultimo era titubante, temendo che lo spettacolo potesse essere simile a General Hospital. Una volta che l'attore vide il copione, cambiò idea; Spencer persuase in seguito i produttori a modificare il suo personaggio in un australiano. Omar Epps, che interpreta Foreman, è stato influenzato dal suo ruolo del disturbato tirocinante di medicina nella serie televisiva E.R. - Medici in prima linea.

## Accoglienza
Il primo episodio di Dr. House - Medical Division è stato generalmente ben accolto. La critica ha reagito positivamente al personaggio di House; Tom Shales del Washington Post l'ha chiamato "il personaggio più elettrizzante che sia mai giunto in televisione da anni". Il New York Magazine ha chiamato la serie "televisione medica nel suo massimo adempimento e fondamento", e ha dichiarato che il cast consiste in "attori [professionisti] nel ruolo di dottori che giungono alla cura da dare ai loro pazienti", mentre Matthew Gilbert del Boston Globe ha apprezzato che l'episodio non abbia inzuccherato i difetti dei personaggi per mitigare le paure degli spettatori riguardanti "i fattori HMO". Alessandra Stanley del New York Times ha detto che sebbene i personaggi possano essere di poco interesse per alcuni spettatori, il sangue rappreso e la "conseguente sfrontatezza" dello spettacolo sono stati positivi per gli appassionati dei drammi procedurali; Matt Roush di TV Guide ha dichiarato che la serie è stata un'"insolita cura contro il solito dramma medico". Critici dell'A.V. Club l'hanno invece definita la "più sgradevole" commedia nera della FOX dalla serie televisiva di breve durata Profit del 1996. Essi hanno ritenuto che la serie fosse un'allegra macchietta tra i diversi reality show della FOX, basata sull'orario di trasmissione.
Il formato dell'episodio è stato paragonato alla rivale serie televisiva, Medical Investigation. USA Today ha favorevolmente sottolineato come Dr. House - Medical Division sia maggiormente orientato sul personaggio rispetto a Medical Investigation, più incentrato sulla trama procedurale, ed il San Francisco Chronicle ha ritenuto quella del dottor House la migliore serie proprio grazie al protagonista che le dà il nome. Mentre Brian Lowry di Variety ha affermato come le due serie televisive siano molto simili e come Dr. House - Medical Division sia stato contrapposto a torto agli altri programmi della FOX. Altre accuse comprendono gli stereotipi percepiti di giovani ed attraenti dottori. Sherwin Nuland, sullo Slate Magazine ha fatto dei primi episodi della serie una recensione assai negativa, sostenendo che «di tutti gli errori medici nella serie (e ci sono alcune fandonie), il più grande è sicuramente la presunzione che un medico così distaccato, così insubordinato, così sadico, così decisamente crudele come Gregory House possa essere tollerato in un qualsiasi ospedale.» Kay McFadden del Seattle Times ha ritenuto che l'interpretazione di House da parte di Laurie abbia umanizzato il personaggio, ma che abbia anche rivelato il più profondo difetto della serie: "la dipendenza da un'intelligenza superficiale per il sollievo comico". Altre critiche includono la mancanza di caratterizzazione dei personaggi secondari nei primi pochi episodi.
La prima trasmissione dell'episodio pilota ha attirato approssimativamente sette milioni di telespettatori negli Stati Uniti, rendendo la serie il sessantaduesimo programma televisivo più seguito della settimana dal 15 al 21 novembre 2004. Nel Regno Unito la prima visione terrestre è stata trasmessa il 9 giugno 2005 dall'emittente televisiva britannica Five e ha raccolto il 10% di share, ovvero 1,8 milioni di spettatori. In Italia la prima trasmissione dell'episodio doppiato in lingua italiana è stata il 1º luglio 2005 da parte dell'emittente televisiva italiana Italia 1, raccogliendo il 13% di share, ovvero 2,5 milioni di spettatori.
Christopher Hoag, che ha composto la colonna sonora per Una prova per non morire e la prima stagione di  Dr. House - Medical Division, è stato candidato nel 2005 per il premio Primetime Emmy Award per la migliore composizione musicale per una serie televisiva, grazie proprio all'episodio pilota.